# El emperador de California
El emperador de California (en alemán, Der Kaiser von Kalifornien), es un film alemán de 1936 dirigida por Luis Trenker y considerado el primer western realizado durante la Alemania Nazi. Algunas escenas se grabaron en Estados Unidos en Sedona (Arizona), el Gran Cañón y Death Valley en California.

## Argumento
El film cuenta la historia la vida de John Sutter, el propietario de Sutter's Mill, el célebre sitio donde se descubrió el oro que provocó la Fiebre del oro de California en 1849.

## Reparto
- Luis Trenker como Johann Augustus Sutter
- Viktoria von Ballasko como Anna, su mujer
- Werner Kunig como Rudolf, su hijo
- Karli Zwingmann como Emil, su hijo
- Elise Aulinger como Frau Dübol, la madre de Anna
- Bernhard Minetti como el extranjero
- Hans Zesch-Ballot como Gobernador Alvaredo
- Marcella Albani como la mujer de Alvaredo
- Walter Franck como Castro, el ayudante de Alvaredo
- Reinhold Pasch como Marshall (como Reginald Pasch)
- August Eichhorn como Harper
- Luis Gerold como un trabajador
- Paul Verhoeven como Billy, un barman
- Melanie Horeschowsky como Amalie, hermana de Sutter
- Berta Drews como una cantante
- Alexander Golling como Kewen, el alcalde de San Francisco
- Heinrich Marlow como el juez Thompson
- Rudolf Klein-Rogge como un banquero
- Otto Stoeckel como un banquero
- Bruno Ziener como un banquero
- Josef Reithofer como oficial de policía
- Jakob Sinn como oficial de policía
- Erich Dunskus como Smith, propietario del casino
- Armin Schweizer como un cochero

## Producción
Si bien se conserva la historia básica de la vida de Sutter, los productores insertaron algunos cambios notables que reflejan el entorno político de la creación de la película: aunque Sutter era Suizo-alemán, la película enfatiza sus etnia alemana, y aunque cambió su nombre a John cuando llegó a los Estados Unidos, a lo largo de la película conserva el nombre de Johann. La película se opone al dinero "fácil" de la excavación de oro con la riqueza y los valores creados por el trabajo duro, ya que la fiebre del oro finalmente destruye las fortunas de Sutter y crea la desintegración social y la pérdida de solidaridad y compañerismo.
En la escena final, el anciano y empobrecido Sutter se muestra en Washington D. C., donde tiene una visión del futuro poder industrial de Estados Unidos, viendo una tierra llena de rascacielos y fábricas. A diferencia de la mayoría de los westerns estadounidenses de la década de los 30, "El emperador de California" ofrece un retrato comprensivo de los nativos americanos en los Estados Unidos, con quienes Sutter se hace amigo respetuosamente. En esto sigue la tradición Karl May de las historias occidentales alemanas, que a menudo presentaban nobles nativos americanos e inmigrantes alemanes convertidos en pioneros y pistoleros. 
La película fue escrita y dirigida por el tirolés Luis Trenker, que también interpretó a Johann Sutter. Trenker había dirigido previamente Der verlorene Sohn (El hijo pródigo, 1934), la historia de un inmigrante alpino en Nueva York, que es la única otra película producida en la Alemania nazi con escenas fotografiadas en locaciones en los Estados Unidos.

## Premios y distinciones
Festival Internacional de Cine de Venecia
| Año  | Categoría                                  | Persona      | Resultado |
| ---- | ------------------------------------------ | ------------ | --------- |
| 1936 | Copa Mussolini - Mejor película extranjera | Luis Trenker | Ganador   |